# Barre-des-Cévennes
Barre-des-Cévennes è un comune francese di 210 abitanti situato nel dipartimento della Lozère nella regione dell'Occitania.

## Società

### Evoluzione demografica
Abitanti censiti